# Sido Hassane
Sido Hassane (* 1932 in Koygorou; † im Mai 1982 in Tillabéri; auch Siddo Hassane) war ein nigrischer Lehrer und Gewerkschafter.

## Leben
Sido Hassane war ein jüngerer Bruder des Politikers und Gewerkschafters Amadou Hassane. Er besuchte Schulen in Dosso und Kollo und schloss seine Ausbildung 1948 mit einem Diplom als Lehrer ab. Anschließend unterrichtete er in Grundschulen in Dogondoutchi, Abalak, Kao, Dosso und Bonkoukou. Er war seit 1951 mit Maria Djibo verheiratet und hatte fünf Töchter und vier Söhne.
Hassane wurde 1958 Schuldirektor des Lycée National in der Hauptstadt Niamey. Dieses Amt übte er bis 1974 aus. Bereits seit 1956 hatte er sich in der Lehrergewerkschaft Syndicat National des Enseignants du Niger (SNEN) engagiert, zu deren stellvertretendem Generalsekretär er 1961 gewählt wurde. Er wirkte ab 1962 als stellvertretender Generalsekretär des Gewerkschaftsverbands Union Nationale des Travailleurs du Niger (UNTN). Der von 2. bis 6. September 1969 abgehaltene sechste UNTN-Kongress wählte Sido Hassane anstelle von René Delanne zum Generalsekretär des Gewerkschaftsverbands. Damit wurde er zum höchstrangigen Gewerkschafter seines Landes. Er gehörte außerdem ab 1972 dem Conseil Economique an, dem staatlichen Wirtschafts- und Sozialrat, und absolvierte viele Auslandsreisen.
Durch einen Militärputsch am 15. April 1974 kam der Oberste Militärrat unter der Führung von Seyni Kountché an die Macht. Sido Hassane wurde wie der überwiegende Teil der bisherigen politischen Elite Nigers verhaftet und kam ins Gefängnis. Laut einem Bericht von Amnesty International soll er im Mai 1982 in der Haftanstalt Tillabéri an Erstickung gestorben sein, nachdem er mit einem weiteren Insassen in eine kleine, schlecht belüftete Zelle eingesperrt worden war.

## Ehrungen
- Verdienstorden Nigers (1964)[2]